# Farewell Song
Farewell Song es un álbum recopilatorio de la cantante estadounidense Janis Joplin lanzado en 1982. Recoge parte de su trabajo en las bandas Big Brother and the Holding Company, Kozmic Blues Band y Full Tilt Boogie Band. Se incluyen las canciones inéditas «Misery 'N», «Farewell Song» y «Catch Me Daddy» descartadas de la grabación Cheap Thrills así como actuaciones en vivo de la banda. A pesar del contenido inédito que cayó bien entre los fanes de Joplin, la publicación de este álbum disgustó a la Big Brother and the Holding Company pues sus interpretación de los instrumentos originales fue reemplazada por otros músicos para la versión de 1982. Un álbum recopilatorio posterior, titulado Janis, contendría todo el material original de la banda. 
«One Night Stand» fue grabada con la Paul Butterfield Blues Band y se convirtió en un éxito una vez publicada. «Tell Mama» es la única canción de la era con la Full Tilt Boogie Band que aparece en el recopilatorio.

## Lista de canciones
| N.º | Título | Escritor(es) | Duración |  |

## Intérpretes

### Big Brother & The Holding Company
- Janis Joplin - Voz
- James Gurley - Guitarra
- Sam Andrew - Guitarra
- Peter Albin - Bajo eléctrico
- David Getz - Batería

### Kozmic Blues Band
- Janis Joplin - Voz
- Sam Andrew - Guitarra
- Brad Campbell - Bajo eléctrico
- Richard Kermode - Órgano eléctrico
- Maury Baker - Batería
- Lonnie Castille - Tambores
- Terry Clements - Saxofón tenor
- Cornelius Flowers - Saxofón barítono
- Luis Gasca - Trompeta

### Full Tilt Boogie Band
- Janis Joplin - Voz
- John Till - Guitarra
- Richard Bell - Piano
- Ken Pearson - Órgano
- Brad Campbell - Bajo
- Clark Pierson - Batería